# House of Games
House of Games, ou Jogo Fatal em Portugal e O Jogo de Emoções no Brasil, é um filme policial de 1987, dirigido por David Mamet.
Ele foi o filme de estréia de Mamet na direção. Mamet também criou o roteiro em parceria com Jonathan Katz. O elenco do filme inclui Joe Mantegna, Lindsay Crouse, Mike Nussbaum, Lilia Skala e J.T. Walsh.
Há uma regra clara que deve ser seguida por todo psicanalista - não "se misture" com as histórias de seus pacientes. David Mamet, em sua estréia como diretor de cinema, traz a história uma psicóloga que decide auxiliar um paciente a deixar o vício do jogo. Por acreditar que teria melhores chances para ajudá-lo se agisse também fora do consultório, ela acaba se colocando em uma aposta de "tudo contra a banca". É um jogo com um final impactante e surpreendente.   